# Балтийски възвишения
Балтийските възвишения (на немски: Baltischer Landrücken; на руски: Балтийская гряда) е дълга верига от моренни хълмове, простираща се покрай южния и югоизточния бряг на Балтийско море, разположена на територията на Германия, Полша, Русия, Литва, Латвия и Естония. Има форма на изпъкнала на югоизток дъга, простираща се на около 1500 km от южната част на полуостров Ютланд на запад до река Западна Двина на изток и Финския залив на североизток, ширина 80 – 90, на места до 200 km и средна надморска височина 200 – 300 m. На изток се свързват с Беларуското възвишение, на югоизток се пожават към обширната блатиста област Полесие, а на запад – към Северогерманската низина. От юг възвишенията са заградени от зандрови равнини и прадолини, а от север – предимно от крайбрежни моренни равнини. Във възвишенията широко са представени крайни морени, ози и друмлини, а в понижените части между хълмовете – многочислени езера (Мюриц, Шнярдви, Мамри и др.). Големи участъци от възвишенията са покрити с ширколистни и смесени гори. От долините на реките Балтийските възвишения се делят на отделни по-малки възвишения: Вагрим (164 m н.в.) и Мекленбургско езерно плато (179 m) в Германия; Поморско поезерие (връх Вежица 329 m, най-високата точка на целите Балтийски възвишения) в Полша, Мазурско поезерие (317 m) в Полша, Русия и Литва; Жамайтско възвишение (234 m) в Литва; Видземско възвишение в Латвия и Естония. Голяма част от формите на релева на Балтийските възвишения са възникнали по време на горноплейстоценското заледяване.